# 甲亚胺
甲亚胺或亚甲亚胺是一种有机化合物，化学式为H
2C=NH，它是最简单的亚胺。它是无色气体，在地外被探测到。经微波谱表征，其C=N键键长为1.27 Å，N-H键键长为1.02 Å，∠HNC为110.5°。因为无位阻取代基的亚胺在较高浓度下会聚合，所以甲亚胺无法以液体或固体的形式分离开。尝试从氨和甲醛的反应合成甲亚胺只会得到六亚甲基四胺。